# Chipaco

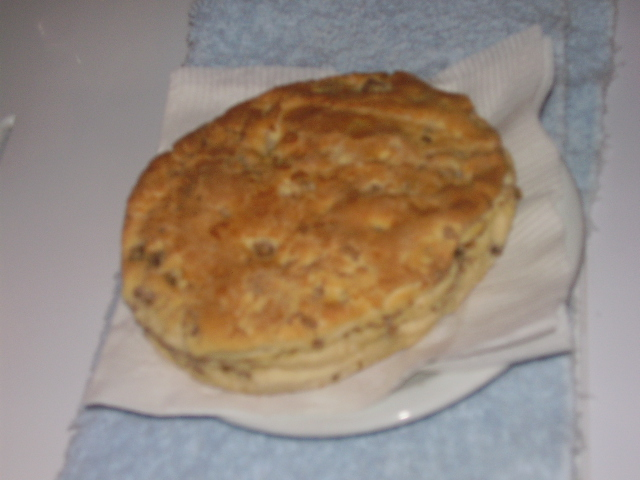
Un típico chipaco o semita, plato tradicional del norte y oeste argentinos.

Chipaco, chipaca, semita con chicharrón, o simplemente semita es una especie de torta pequeña de la gastronomía argentina, hecha con la misma masa con la que se confecciona el pan con grasa. Se confecciona con harina de trigo, chicharrones y mucha grasa vacuna llamada pella. Este es el hecho por el que sus interminables capas son muy quebradizas y crocantes, se le suele agregar como leudante la ceniza del arbusto llamado jume aunque no es indispensable. Es un plato muy tradicional en el norte y oeste argentinos, sobre todo en Santiago del Estero y la Provincia de San Juan. El chipaco puede elaborarse de cualquier tamaño, grande para compartir con varias personas a la hora de tomar el mate, o pequeños y mezclados con los bizcochos, facturas o cuernitos.

## Preparación
Para hacer un chipaco normal de 20-25 cm de diámetro ne necesitan 250 g de harina de trigo, levadura de cerveza, grasa vacuna, chicharrones molidos o no, agua tibia (para deshacer la levadura) y sal. Amasados todos estos ingredientes, se procede a dar forma redonda al chipaco, colocarlo en una asadera o placa engrasada o enmantecada y se cuece a temperatura moderada (180°C) en un horno. El chipaco tradicional se cuece en los famosos hornos de barro argentinos realizados con una cúpula de adobes que tienen en su parte baja el fogón u hogar a leña, pero en su defecto, se pueden hornear en cualquier horno convencional o de cocina.